# Davalliaceae
Las davaliáceas (nombre científico Davalliaceae) son una familia de helechos del orden Polypodiales, en la moderna clasificación de Christenhusz et al. 2011 basada en su predecesor sistema de Smith et al. (2006). Los géneros aún están pobremente definidos.

## Taxonomía
La clasificación más actualizada es la de Christenhusz et al. 2011 (basada en Smith et al. 2006, 2008); que también provee una secuencia lineal de las licofitas y monilofitas.
- Familia 47. Davalliaceae M.R.Schomb.,  Reis. Br.-Guiana (Ri. Schomburgk) 2: 883 (1848).

2 géneros (Davallia, Davallodes). Referencia: Kato & Tsutsumi (2009), Tsutsumi & Kato (2006), Tsutsumi et al. (2008).
Nota: Tsutsumi et al. (2006, 2008) proveyeron una filogenia de Davalliaceae, donde encontraron que Davallia es polifilético y propusieron reconocer los cinco clados a nivel de género. Esta clasificación aumenta mucho el número de géneros y un concepto alternativo con sólo dos géneros también puede ser considerado. Propusieron al género Araiostegiella Kato & Tsutsumi (2008) y reinstauraron Wibelia Bernhardi (1801: 122), el último terminó siendo un homónimo de Wibelia Gaertner et al. (1801: 97, 144), un género de Asteraceae (= Crepis), por lo que un nuevo nombre de género es necesario para ubicar a Wibelia Bernh. La mayoría de las especies tiene combinaciones con Davallia y parece apropiado considerar un concepto más amplio del género Davallia que incluya a Araiostegiella y a Humata. Para dividir a Davallia, la pregunta es a cuál de los 5 clados el nombre Davallia debería ser aplicado, porque la geográficamente aislada D. canariensis (L.) Sm., la especie tipo, no está incluida en estos estudios. Sin establecer a qué clado pertenece esta especie, una subdivisión de géneros es difícil de validar. Davallodes (incl. Araiostegia) como tratado por Tsutsumi et al. (2008) es utilizado aquí, reduciendo el número de géneros a dos, pero esto puede necesitar ser actualizado con un mejorado análisis filogenético en el futuro.

### ClasificaciónsensuSmithet al.2006
Ubicación taxonómica:
Plantae (clado), Viridiplantae, Streptophyta, Streptophytina, Embryophyta, Tracheophyta, Euphyllophyta, Monilophyta, Clase Polypodiopsida, Orden Polypodiales, Familia Davalliaceae.
Sinónimo: Davallioides.
Excluido Gymnogrammitidaceae.
4 o 5 géneros:
- Araiostegia (límites del género mal definidos, parece parafilético o polifilético -Tsutsumi y Kato 2005-.)
- Davallia (incl. Humata, Parasorus, Scyphularia. Límites del género mal definidos, parece parafilético o polifilético -Tsutsumi y Kato 2005-.)
- Davallodes
- Pachypleuria (límites del género mal definidos, parece parafilético o polifilético -Tsutsumi y Kato 2005-.)

Cerca de 65 especies.

## Filogenia
Introducción teórica en Filogenia
Como circunscripto por Smith et al. (2006), monofilético, hermano de Polypodiaceae (Hasebe et al. 1995, Ranker et al. 2004, Schneider et al. 2004d, Tsutsumi y Kato 2005), pero hace falta más información al respecto.
Gymnogrammitis suele ser incluido en Davalliaceae pero pertenece a Polypodiaceae (Schneider et al. 2002b).
Leucostegia suele ser incluido en Davalliaceae pero parece más bien estar aliado a Hypodematium (Tsutsumi y Kato 2005), un Dryopteridaceae según esta clasificación.

## Ecología
Paleotropicales o subtropicales, de la cuenca del Pacífico ("Pacific Basin" en inglés).
La mayoría de los géneros epífitos, también hay epipétricos.

## Caracteres
Con las características de Pteridophyta.
Rizomas largamente rastreros, dictiostélicos, dorsiventrales, con escamas.
Las hojas senescentes se separan de la base del pecíolo con una abscisión limpia.
Láminas usualmente1-4 pinadas (raramente simples), monomórficas (raramente dimórficas), venas libres, bifurcadas o pinadas, generalmente sin indumento en láminas y ejes, pero a veces con indumento de pelos articulados.
Soros abaxiales, de inframarginales a estar ubicados bien contra el margen. Más o menos redondos. Con indusio cupuliforme a reniforme o lunado ("lunate"), o raramente, formando un cenosoro en Parasorus.
Esporangios con pie de 3 filas de células de espesor. Pie usualmente largo. Anillo vertical.
Esporas elipsoides, monolete, amarillentas a bronceadas. Perina variada, pero usualmente no fuertemente alada ni cristada ("cristate").
Gametofitos verdes, cordados.
Número de cromosomas: x = 40.